# Grupul de vulcani Uranius

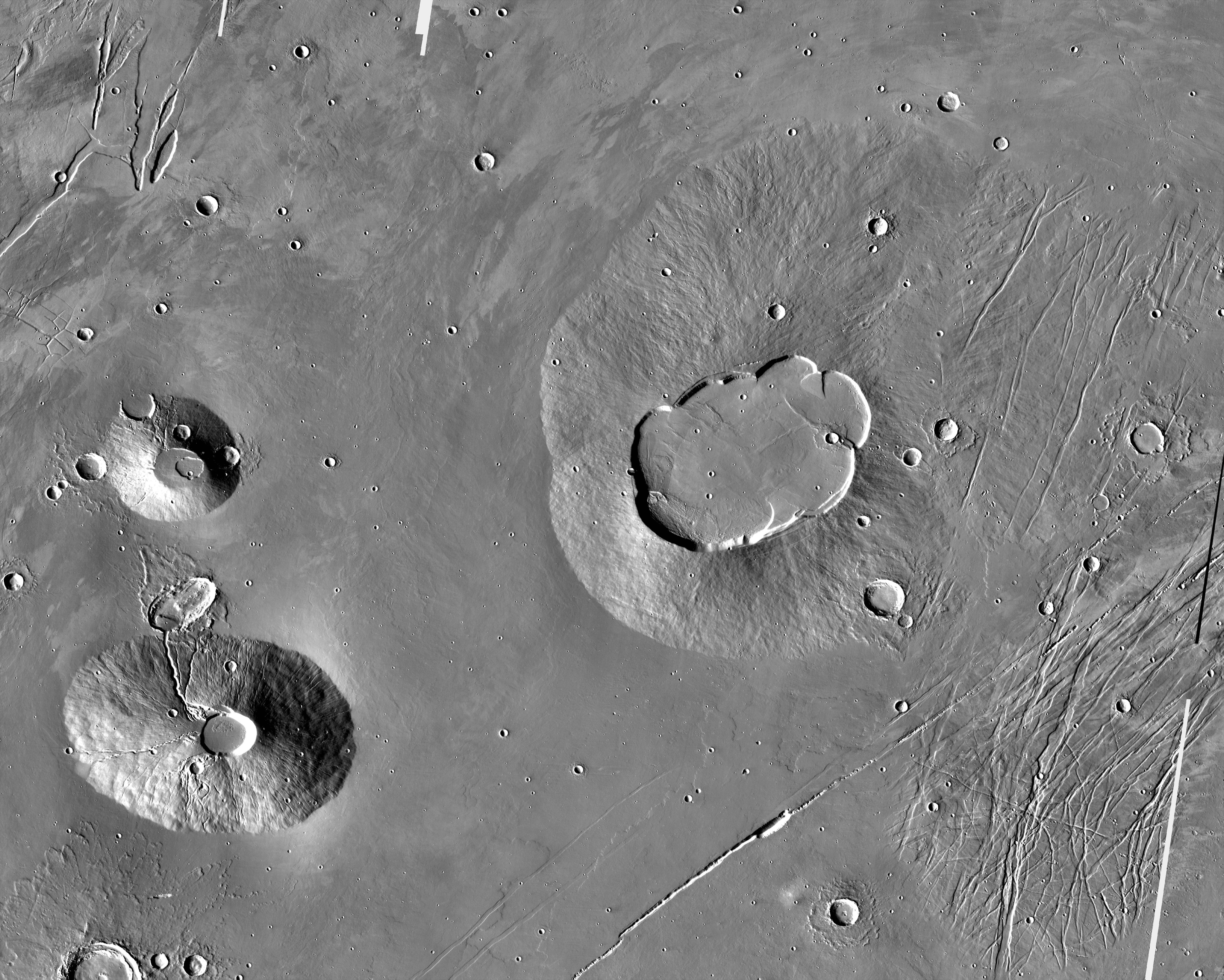
Grupul de vulcani, ce este format din: Ceraunius Tholus (stânga jos), Uranius Tholus (stânga cetral), and Uranius Patera (centru). Fiecare segment din scală reprezintă 100 de km. Fotografia a fost făcută de către NASA's Viking Orbiter

Grupul de vulcani Uranius este un grup de vulcani localizat pe planeta Marte, în partea de nord a Tharsis și este alcătuit din mai mulți vulcani, cum ar fi Uranius Patera, Ceraunius Tholu și Uranius Tholus.
Oamenii de știință au datat originea vulcanilor undeva în epoca Hesperiană (o fază a dezvoltării geologice de pe planeta Marte), fiind rezultatul vulcanismului din zona Tharsis. Aceștia sunt alcătuiți din resturi bazaltice; în trecut, grupul a fost activ timp de o perioadă scurtă, între 10 000 și 100 000 de ani.